# Lukman Padshah
Lukman Padshah (+ vers 1390) fou emir de Gurgan vassall de Tamerlà. Era fill del kan il-kànida Togha Temur.
A la mort del seu pare (1353), el seu general Amir Wali va prendre el poder aprofitant la lluita contra els sarbadàrides (vers 1353) i es va mantenir fins al 1384 quan fou expulsat per Tamerlà, morint assassinat poc després (1386). Tamerlà va dominar el Gurgan entre 1383 i 1384. El 1384 va decidir posar en el poder com a vassall a la dinastia de Togha Temur i va proclamar al fill d'aquest Lukman Padshah al que va imposar l'obligació d'estar en bones relacions amb els sayyids walis de Sari i d'Amol.
El 1391 ja s'esmenta un nou emir a Gurgan, el seu fill Pirak Pasha (també Pir Pasha).